# Henry Scrope, 3. Baron Scrope of Masham

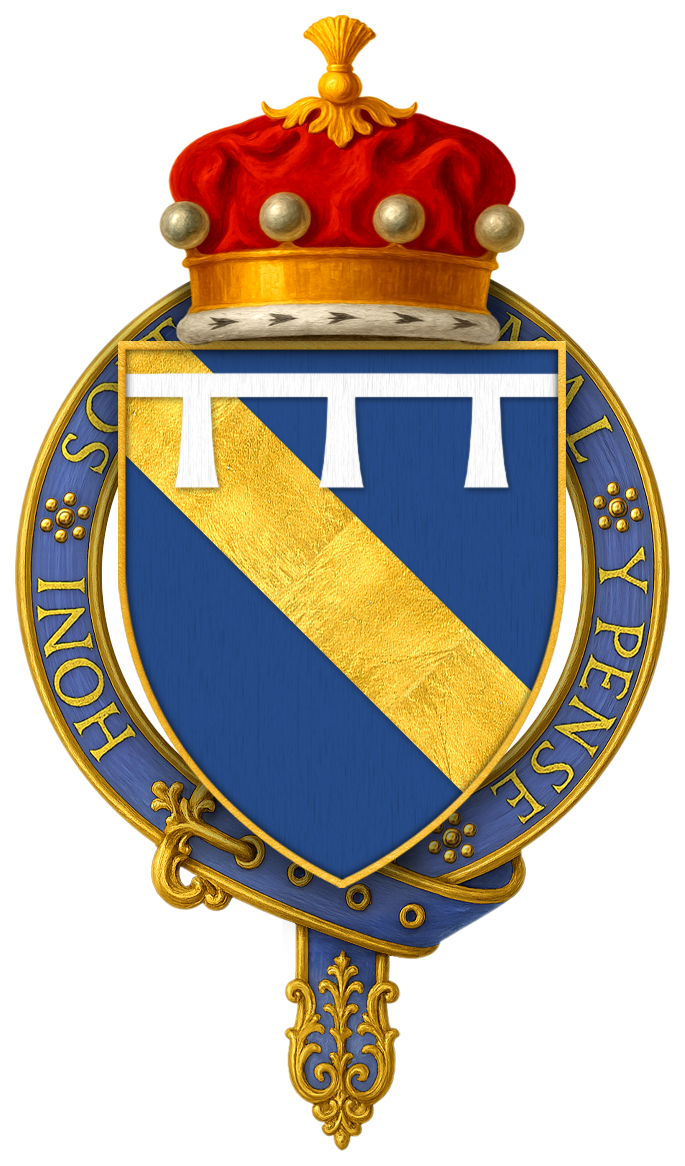
Wappen von Scrope

Henry Scrope, 3. Baron Scrope of Masham KG (* um 1376; † hingerichtet am 5. August 1415 in Southampton) war ein Ritter und Günstling von König Heinrich V.

## Leben
Er war der älteste Sohn des Stephen Scrope, 2. Baron Scrope of Masham, aus dessen Ehe mit Margery, Tochter des John Welles, 4. Baron Welles.
1390 nahm er an der Seite von John Beaufort, 1. Earl of Somerset am Kreuzzug gegen Mahdia teil. Um 1391 wurde er zum Knight Bachelor geschlagen. 1410 wurde er als Knight Companion in den Hosenbandorden aufgenommen und hatte das Amt des Lord High Treasurer inne.
1398 heiratete er in erster Ehe Philippa (um 1378–1406), Witwe des John de Ros, Tochter des Sir Guy de Brian und Enkelin des Guy Brian, 1. Baron Brian. In zweiter Ehe heiratete er 1410 Joan, Witwe des Edmund of Langley, 1. Duke of York, und des William Willoughby, 5. Baron Willoughby de Eresby, Tochter des Thomas Holland, 2. Earl of Kent. Beide Ehen blieben kinderlos.
Er war einer der Anführer der Verschwörung von Southampton, die einen Anschlag auf Heinrich plante, als dieser zu seiner Invasion von Frankreich aufbrach. Als die Verschwörung aufflog, wurden Scrope und seine Mitverschwörer verhaftet und hingerichtet. Als Hochverräter geächtet wurde er durch die Straßen von Southampton geschleift, ehe er exekutiert wurde.
Sein Adelstitel wurde ihm aberkannt und seine Ländereien von der Krone eingezogen. Sein jüngerer Bruder und Erbe John Scrope erwirkte aber schließlich 1426 die Wiederherstellung des Titels und Rückgabe der Ländereien.

## Literarische Figur
- In William Shakespeares Heinrich V. taucht Scrope unter dem Namen Lord Scroop auf.
- In Martha Rofhearts Fortune Made His Sword, ist Scrope der Freund von Sir William Poultney, der sich als Frau verkleidet.
- In Rebecca Gablés Die Hüter der Rose wird ebenfalls über Scrope und die Verschwörung berichtet.